# Cleaning Up
Cleaning Up är en brittisk kriminaldramaserie vars första säsong hade premiär den 9 januari 2019 på ITV. Serien so består av sex avsnitt är skapad av Mark Marlow som även skrivit seriens manus.

## Handling
Serien handlar om den hårt arbetande mamman Sam kämpar med att få ihop livspusslet trots sitt spelberoende. När hennes ex-man en dag hotar med att ta barnen ifrån henne inser hon att måste hitta en lösning. Även om det innebär att bryta mot lagen.

## Rollista (i urval)
- Sheridan Smith - Sam Cook
- Jade Anouka - Jess
- Kristy Philipps - Alice Cook
- Robert Emms - Glynn
- Branka Katić - Mina
- Neil Maskell - Warren
- Matthew McNulty - Dave Cook
- Rosie Cavaliero - Frances Howard
- Lloyd Owen - Dominic Swanson